# QRVE (албум)
Први и једини албум београдске рок-групе QRVE је на себи носио 12 песама, од којих су 11 снимљене у раздобљу 1995-1997. године, а последња (Помозите) 1991. Песме у себи носе занимљиву мешавину рока и српског народног звука са утицајем православне музике. Албум је посвећен свима који су се одселили из Србије.

## Песме
1. „Почетак“ - 0:32
2. „Сањам те“ - 2:37
3. „Попој ми“ - 3:02
4. „Милена?“ - 2:27
5. „Радуј се“ - 2:53
6. „Нећу више“ - 2:46
7. „Снага је у храбрости“ - 3:08
8. „Равна гора“ - 5:05
9. „Хтео сам“ - 2:02
10. „Ја то знам“ - 3:59

Бонус - неиздати синглови
1. „Мост“ - 3:39
2. „Помозите“ - 2:15

## Музичари
Група QRVE у саставу:
- Драго Сенић - бас и певање
- Драгутин Александрић - гитаре
- Верољуб Спасић - бубањ
- Александар Тимофејев - бубањ у песми Сањам те

## Остало
- Постпродукција: Драго Сенић
- Ремикс: Игор Боројевић и
- Дизајн омота: Ранко Томић
- Фотографије: Драгана Кањевац (са видео-снимка представе „Full Energy - live“, која је одржана 11. јула 2000. у Барутани)